# Sécheresse d'Aoyate
 (mars 2023).
La mise en forme du texte ne suit pas les recommandations de Wikipédia : il faut le « wikifier ».
Les points d'amélioration suivants sont les cas les plus fréquents. Le détail des points à revoir est peut-être précisé sur la page de discussion.
- Les titres sont pré-formatés par le logiciel. Ils ne sont ni en capitales, ni en gras.
- Le texte ne doit pas être écrit en capitales (les noms de famille non plus), ni en gras, ni en italique, ni en « petit »…
- Le gras n'est utilisé que pour surligner le titre de l'article dans l'introduction, une seule fois.
- L'italique est rarement utilisé : mots en langue étrangère, titres d'œuvres, noms de bateaux, etc.
- Les citations ne sont pas en italique mais en corps de texte normal. Elles sont entourées par des guillemets français : « et ».
- Les listes à puces sont à éviter, des paragraphes rédigés étant largement préférés. Les tableaux sont à réserver à la présentation de données structurées (résultats, etc.).
- Les appels de note de bas de page (petits chiffres en exposant, introduits par l'outil «  Source ») sont à placer entre la fin de phrase et le point final[comme ça].
- Les liens internes (vers d'autres articles de Wikipédia) sont à choisir avec parcimonie. Créez des liens vers des articles approfondissant le sujet. Les termes génériques sans rapport avec le sujet sont à éviter, ainsi que les répétitions de liens vers un même terme.
- Les liens externes sont à placer uniquement dans une section « Liens externes », à la fin de l'article. Ces liens sont à choisir avec parcimonie suivant les règles définies. Si un lien sert de source à l'article, son insertion dans le texte est à faire par les notes de bas de page.
- La présentation des références doit suivre les conventions bibliographiques. Il est recommandé d'utiliser les modèles {{Ouvrage}}, {{Chapitre}}, {{Article}}, {{Lien web}} et/ou {{Bibliographie}}. Le mode d'édition visuel peut mettre en forme automatiquement les références.
- Insérer une infobox (cadre d'informations à droite) n'est pas obligatoire pour parachever la mise en page.

Pour une aide détaillée, merci de consulter Aide:Wikification.
Si vous pensez que ces points ont été résolus, vous pouvez retirer ce bandeau et améliorer la mise en forme d'un autre article.
La sécheresse d'Aoyate était une sécheresse météorologique aiguë qui, selon la tradition Turkana, a affecté une grande partie de la région de la vallée du Rift au Kenya à la fin du XVIIIe siècle ou au début du XIXe siècle,.

## Appellation
Le mot aoyate vient de la langue turkana et signifie temps sec long. C'est le mot que les Turkana utilisent pour décrire cette période sèche de leur histoire.

## Périodisation
En 1988, Lamphear a noté que les calculs chronologiques basés sur le système d'âge Turkana suggéraient une date à la fin du XVIIIe ou au début du XIXe siècle. Il note que les traditions de sécheresse concurrentes suggérées dans la reconstruction chronologique des communautés voisines indiquent que la sécheresse a affecté une grande partie de la région de la vallée du Rift.
Les enregistrements des niveaux d'inondation du Nil remontent au VIIe siècle apr. J.-C. et une analyse des modèles d'inondation et une comparaison avec les niveaux d'eau du lac Tchad ont révélé une corrélation entre le débit élevé du Nil et des précipitations plus importantes en Afrique de l'Est équatoriale. L'analyse des niveaux de crue du Nil indique une dépression mineure pour la période 1800 à 1830, celle-ci a été précédée d'une dépression élève au cours des années 1725 à 1800 et a été suivie d'une « dépression élevé qui a duré entre 1830 et 1870.
Des études en Éthiopie par Pankhurst ont indiqué des famines majeures en 1880-1881, 1835 et en 1829. Ces études sont importantes dans la mesure où le pays éthiopien borde l'actuel comté de Turkana. Pendant ce temps, les historiens de Samburu interrogés par Straight et al. (2016) déclarent que les Samburu se sont séparés d'une société connue sous le nom de Burkineji à la suite du Mutai des années 1830. Selon un Samburu Laibon interviewé par Fratkin en 2011, la tranche d'âge Sambur 'Il Kipkeku' était des guerriers pendant la période vers 1837-1851.
Les divers récits, archives et rapports indiquent ainsi une longue période sèche commençant vers 1800, apparemment culminant avec une période intensément aride au milieu des années 1830. Cela serait conforme à la mention de Krapf en 1860 d'une grande famine de 1836.

## Prélude
Il existe un certain nombre de traditions orales de diverses communautés dans une grande partie de l'Afrique australe qui indiquent que la région a connu une baisse des niveaux de précipitations aux environs de 1800 à 1830. Cela a vu l'assèchement progressif des lacs, des rivières et des sources, un phénomène observé par un employé de la Compagnie des Indes orientales dans les années 1820 qui a noté;

« ...dans de nombreuses parties de l'intérieur du pays, les sources et les ruisseaux s'assèchent et les pluies annuelles deviennent plus rares et irrégulières. Le voyageur rencontre souvent des maisons et des fermes qui ont été abandonnées par leurs propriétaires à cause d'un manque permanent dans l'approvisionnement en eau dont ils jouissaient autrefois. »

— Cité dans Clifton Crais, Poverty, War, and Violence in South Africa

## Effets de la sécheresse

### Capacité de charge réduite pour le bétail
La sécheresse a décimé les troupeaux des Chemwal, que l'on croyait être des croisements Sanga à bosse cervico-thoracique, entraînant la désintégration de la communauté.

### Famine
Selon le folklore Sengwer, « il est devenu sec et il y avait une grande faim. Les Siger sont partis vers l'est jusqu'à Moru Eris, où la plupart d'entre eux sont morts de chaleur et de faim. Tant de gens sont morts qu'il y a encore là-bas un endroit appelé Kabosan (l'endroit pourri). »

### Guerre
Une guerre à grande échelle éclata entre les Turkana et les Chemwal. Des bandes de guerriers Turkana ont forcé certains Chemwalin vers le nord jusqu'à la tête du lac Turkana où ils ont formé la section Inkabelo de la communauté Dassanech en développement. D'autres Chemwalin ont été repoussés sur les collines de Suk, au sud pour être incorporés par les Chok, ce qui a conduit à la montée du clan rituellement important Kachepkai tandis que d'autres ont encore été assimilés par les Turkana où certains sont devenus un nouveau clan connu simplement sous le nom de Siger. Le Turkana victorieux a pris possession des pâturages et des ressources en eau de Moru Assiger.

### Migration de masse
D'autres Chemwalin ont été forcés d'abandonner leurs demeures des hautes terres et ont fui vers l'est où ils se sont heurtés à des conditions encore plus sèches et un grand nombre sont morts.

## Conséquences
L'Aoyate a détruit la vie et les moyens de subsistance de nombreux habitants de la région de la vallée du Rift.